# Cascina Antonietta
Cascina Antonietta è una stazione della linea M2 della metropolitana di Milano.

## Storia
La stazione venne inaugurata il 13 aprile 1985 come parte del prolungamento da Gorgonzola a Gessate. Cascina Antonietta ha mantenuto per diversi anni il titolo di stazione meno frequentata dell'intera metropolitana: nel 2018 l'afflusso giornaliero di passeggeri è stato di 600 persone. La situazione è cambiata dal 2020, con lo sviluppo del nuovo quartiere C6.
Nell'anno 2014, la stazione ha servito come capolinea temporaneo in sostituzione di Gessate poiché erano in corso i lavori per la TEEM.

## Strutture e impianti
Si tratta di una stazione di superficie, strutturalmente molto simile a quella di Gessate.

## Interscambi
Nelle vicinanze della stazione effettuano fermata alcune autolinee urbane.
- Fermata autobus

## Servizi
La stazione dispone di:
- Biglietteria self service
- Servizi igienici

## Galleria d'immagini

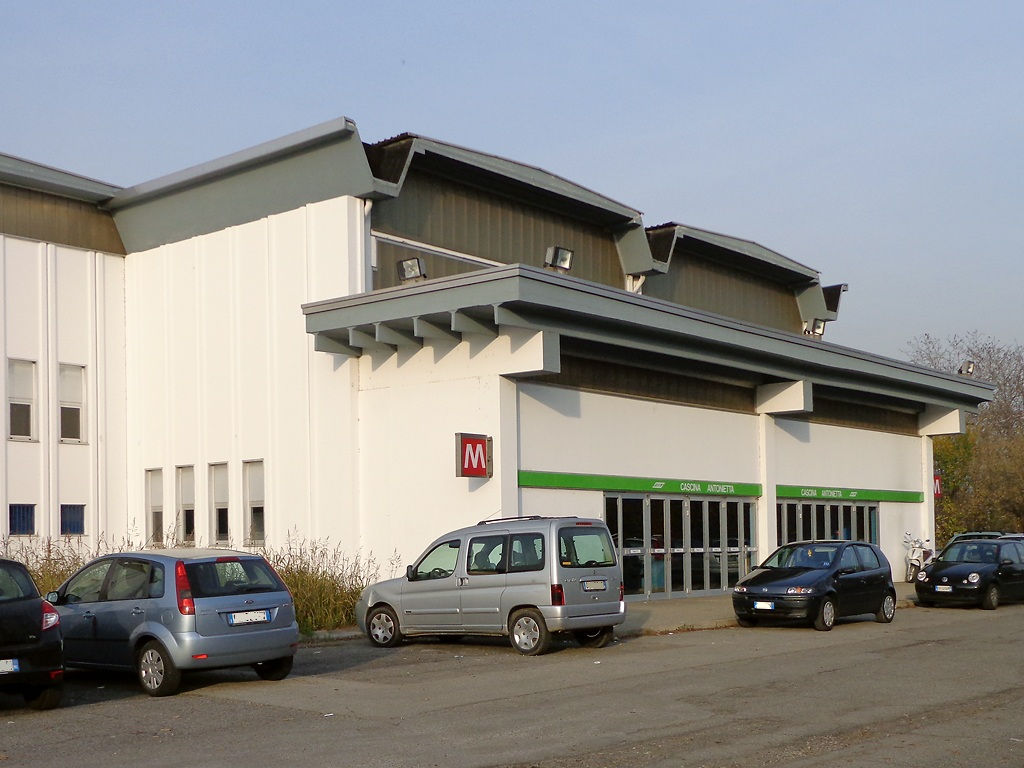
L'esterno